# Jacob T. Schwartz
Pour les articles homonymes, voir Schwartz.
Jacob Theodore « Jack » Schwartz (9 janvier 1930 - 2 mars 2009)  est un mathématicien et informaticien américain ; il a été professeur d'informatique au Courant Institute of Mathematical Sciences de l'université de New York. Il est le concepteur du langage de programmation SETL et a lancé le projet NYU Ultracomputer. Il a fondé le département d'informatique de l'université de New York, qu'il a présidé de 1964 à 1980.

## Biographie
Schwartz est né dans le Bronx, à New York, le 9 janvier 1930, fils d'Ignatz et Hedwig Schwartz. Il fréquente la Stuyvesant High School et étudie au City College de New York.
Schwartz obtient son BS (1949) au City College of New York et sa maîtrise (1949) et son doctorat en mathématiques (1952) à l'université Yale sous la direction de Nelson Dunford  avec une thèse intitulée Linear Elliptic Differential Operators.
Schwartz est marié à l'informaticienne Frances Allen de 1972 à 1982.

## Recherche
Les recherches de Schwartz portent sur la théorie des opérateurs linéaires, les algèbres de von Neumann, la théorie quantique des champs, le temps partagé, l'informatique parallèle, la conception et la mise en œuvre de de langages de programmation, la robotique, les approches ensemblistes dans la logique computationnelle, les assistants de preuve et la vérification de programme.
Schwartz est l'auteur de 18 livres et de plus de 100 articles et rapports techniques. Il est également l'inventeur du langage de programmation Artspeak, qui fonctionnait historiquement sur des ordinateurs centraux et produisait une sortie graphique à l'aide d'un traceur graphique monochrome.

## Responsabilités
Schwartz est président du département d'informatique (qu'il a fondé) au Courant Institute of Mathematical Sciences de l'université de New York de 1969 à 1977. Il est également président du Conseil des sciences informatiques du Conseil national de la recherche et ancien président du comité consultatif pour l'information, la robotique et les systèmes intelligents de la Fondation nationale pour la science. De 1986 à 1989, il est directeur du bureau des sciences et technologies de l'information de la Defense Advanced Research Projects Agency (DARPA/ISTO) à Arlington, en Virginie.

## Prix et distinctions
- Récipiendaire de la médaille Wilbur-Cross, université Yale
- Médaille Townsend Harris, City University of New York
- Mayor's Medal for Contributions to Science and Technology, New York City, 1986
- Prix Leroy P. Steele de l'American Mathematical Society, août 1981 (avec N. Dunford)
- Bourse Sloan, 1961-1962
- Élu à l'Académie nationale des sciences en 1976, et à l'Académie nationale d'ingénierie des États-Unis en 2000.